# Copa de l'Espanya Lliure
La Copa de l'Espanya Lliure, Trofeu President de la República o Copa de la República fou una competició de futbol disputada durant la Guerra Civil espanyola, de juny a juliol de 1937, en el bàndol republicà.
La guerra civil provocà la suspensió de totes les competicions de futbol a nivell estatal. En la bàndol republicà hi havia dos campionats regionals (Campionat de Llevant i Campionat de Catalunya) i la Lliga Mediterrània.
S'organitzà una competició amb el nom de Copa de l'Espanya Lliure o Trofeu President de la República. Havien de participar els millors quatre equips de la Lliga Mediterrània. Però el FC Barcelona va preferir viatjar a Mèxic i als Estats Units per a jugar més de 20 partits, per mirar d'augmentar el seu prestigi i aconseguir diners per a la causa republicana. El Llevant FC (cinquè en la Lliga Mediterrània) fou aleshores admès per a jugar la Copa.

## Resultats

### Ronda Semifinals

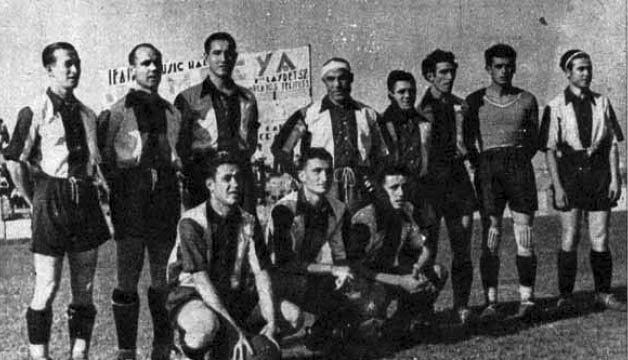
Equip titular del Llevant FC en la final, que va guanyar el títol.

| Llevant FC | 2-2 | Girona FC |
| ---------- | --- | --------- |
|            |     |           |

 Camp de Vallejo, València
| CD Espanyol | 0-2 | València CF |
| ----------- | --- | ----------- |
|             |     |             |

 Estadi de Sarrià, Barcelona
| CD Espanyol | 6-3 | Girona FC |
| ----------- | --- | --------- |
|             |     |           |

 Estadi de Sarrià, Barcelona
| València CF | 0-4 | Llevant FC |
| ----------- | --- | ---------- |
|             |     |            |

 Estadi de Mestalla, València
| Llevant FC | 4-1 | CD Espanyol |
| ---------- | --- | ----------- |
|            |     |             |

 Camp de Vallejo, València
| Girona FC | 1-1 | València CF |
| --------- | --- | ----------- |
|           |     |             |

 Camp de Vista Alegre, Girona
| València CF | 5-1 | CD Espanyol |
| ----------- | --- | ----------- |
|             |     |             |

 Estadi de Mestalla, València
| Girona FC | 2-2 | Llevant FC |
| --------- | --- | ---------- |
|           |     |            |

 Camp de Vista Alegre, Girona
| Llevant FC | 5-2 | València CF |
| ---------- | --- | ----------- |
|            |     |             |

 Camp de Vallejo, València
| Girona FC | 1-2 | CD Espanyol |
| --------- | --- | ----------- |
|           |     |             |

 Camp de Vista Alegre, Girona
| CD Espanyol | 2-1 | Llevant FC |
| ----------- | --- | ---------- |
|             |     |            |

 Estadi de Sarrià, Barcelona
| València CF | 2-2 | Girona FC |
| ----------- | --- | --------- |
|             |     |           |

 Estadi de Mestalla, València
| Pos | Equip         | PJ | PG | PE | PP | GF | GC | DG | Pts | Classificació |
| --- | ------------- | -- | -- | -- | -- | -- | -- | -- | --- | ------------- |
| 1   | Llevant FC    | 6  | 3  | 2  | 1  | 18 | 9  | +9 | 8   | Finalista     |
| 2   | València CF   | 6  | 2  | 2  | 2  | 12 | 13 | −1 | 6   | Finalista     |
| 3   | Club Espanyol | 6  | 3  | 0  | 3  | 12 | 16 | −4 | 6   |               |
| 4   | Girona FC     | 6  | 0  | 4  | 2  | 11 | 15 | −4 | 4   |               |

### Final
| València FC | 0–1 | Llevant FC |
| ----------- | --- | ---------- |
|             |     | Nieto 78'  |

| València | Llevant |

## Campió
| Campions de la Copa d'Espanya 1937 |
| ---------------------------------- |
| Llevant FC 1r títol                |

## Reconeixement oficial de la copa

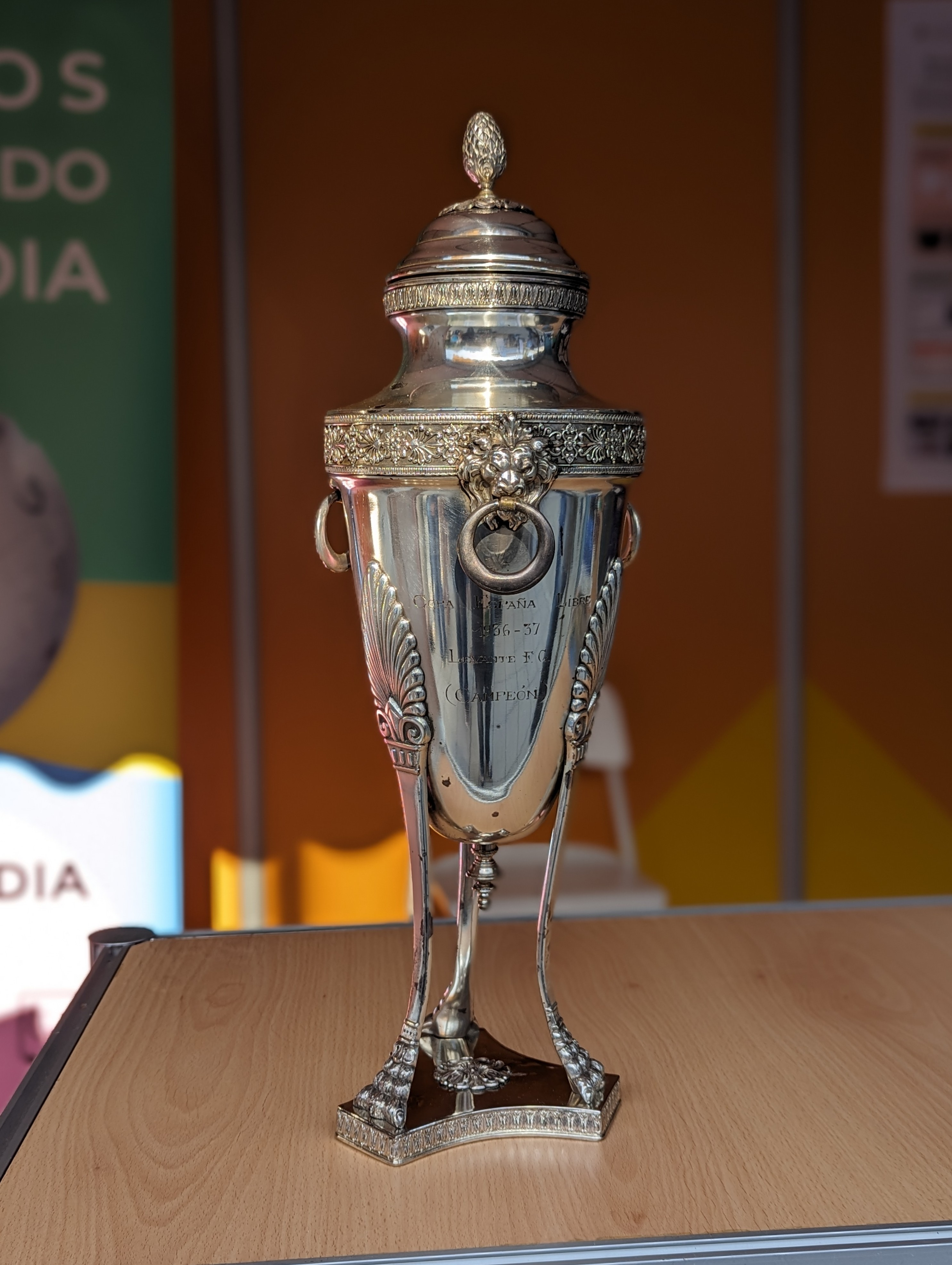
Copa de l'Espanya Lliure.

En haver-se disputat en la zona lleial a la república durant la Guerra Civil espanyola, la RFEF no va reconéixer este trofeu en acabar la guerra. Per al Llevant UE el reconeixement del trofeu ha estat una demanda històrica, i des de diferents directives del club van intentar que la federació reconeguera el trofeu, sense èxit.
La Penya Llevantinista Tòtil va iniciar en 2004 una campanya per aconseguir reconeixement oficial de la copa, que va culminar amb el reconeixement del trofeu per part del parlament espanyol, que va votar a favor per unanimitat en 2007. Este reconeixement va ser possible per una proposició no de llei de la diputada Isaura Navarro, amb qui la Penya Tòtil es va posar en contacte per a intentar aconseguir reconeixement oficial. Així mateix, la mateixa Isaura va destacar el poc interés de la Federació a l'hora de facilitar el reconeixement de la copa, i tot i que s'esperava que la RFEF haguera de fer-ho una vegada es publicara en el BOE la decisió del congrés, la federació no va reconéixer el títol de copa com a oficial en una votació en 2009, quan l'assemblea de la RFEF va rebutjar-ho amb 132 vots en contra del reconeixement, cap vot a favor, i les abstencions dels equips valencians València CF (finalista a aquell torneig) i Vila-real CF.
Finalment, el 25 de març de 2023, la RFEF va reconéixer l'oficialitat del títol, a l'espera de la corroboració en l'assemblea de la Federació, que se celebra l'estiu del 2023.